# Kerstin Felgner
Kerstin Felgner (* 1966 in Großenhain) ist eine deutsche Politikerin der Grünen. Sie war von Oktober 2011 bis Oktober 2012 eine der beiden Vorsitzenden des Landesverbandes Mecklenburg-Vorpommern.

## Politik
Kerstin Felgner war Sprecherin des Kreisverbandes Güstrow von Bündnis 90 und seit 2004 Mitglied des Kreistages Güstrow, bis sie 2008 wegen eines Auslandsaufenthaltes ausschied. Im Kreistag war sie Vorsitzende des Bildungs- und Kulturausschusses sowie stellvertretende Vorsitzende des Ausschusses für Umwelt, Naturschutz und Landwirtschaft. Nachdem Silke Gajek und Jürgen Suhr nach ihrem Einzug in den Schweriner Landtag nach der Landtagswahl 2011 ihre Ämter als Landesvorsitzende aufgaben, wurden Kerstin Felgner und Andreas Katz als Nachfolger gewählt. Felgners Schwerpunkte sind Bildungs- und Frauenpolitik. Im Oktober 2012 wurde sie durch Claudia Müller als Vorsitzende abgelöst.

## Ausbildung, Beruf und Privates
Kerstin Felgner ist 1966 im sächsischen Großenhain geboren. Sie ist Lehrerin für Musik und Deutsch, Darstellendes Spiel und Deutsch als Fremdsprache und unterrichtete an unterschiedlichen Schultypen im staatlichen Schuldienst, an einer Freien Schule und an einer Privatschule in Brasilien. Zurzeit ist sie Mitarbeiterin eines Wahlkreisbüros von Bündnis 90/Die Grünen. Felgner ist ledig und Mutter.